# Mitilene
Mitilene (grec Μυτιλήνη (AFI [miti'lini]), normalment transliterat Mytilene, en turc: Midilli, en català antic: Metellí) és la ciutat principal de l'illa de Lesbos, a Grècia. Per molts anys (des l'edat mitjana fins al segle XX), ha donat el nom a la mateixa illa. És la capital de la unitat perifèrica de Lesbos i, per tant, de tota l'illa. Al sud de la ciutat, hi ha l'aeroport internacional de Mitilene.
Antigament, la ciutat es va fundar en una illa que es va unir a terra ferma i va formar dos ports, un dels quals, el del nord, es deia Malea (Μαλόεις).
Mitilene és esmentada per primera vegada en la lluita dels atenencs i eolis pel port de Sigeon, a la cantonada nord-oest de l'Àsia Menor (606 aC). D'aquest temps, són les figures d'Alceu i Pittacos. Van participar en la fundació de Naucratis a Egipte; la ciutat va aportar contingents per a la invasió d'Egipte per Cambises II de Pèrsia i per a l'expedició de Darios a Escítia. Van donar suport al jònic Histieu; i van donar seixanta vaixells a Xerxes per a la invasió de Grècia.
Després de la derrota persa, Mitilene es va aliar amb Atenes, però en la Guerra del Peloponès, la ciutat es va revoltar el 428 aC junt amb altres ciutats de l'illa (Metimna no la va seguir); Esparta les va ajudar enviant una flota amb Alcides al cap. Assetjada la ciutat i conquerida el 427 aC, es va decidir en una assemblea a Atenes que tots els habitants mascles haurien de ser executats i les dones i nens venuts com a esclaus, però l'endemà es va tornar a discutir el tema i per una estreta majoria es va aprovar que només moririen els responsables de la revolta. Les muralles foren demolides i la flota confiscada, i el territori lliurat a atenencs, i la ciutat va ser privada de totes les seves dependències en terra ferma asiàtica.
El 406 aC, Conó, cap de la flota atenenca, fou derrotat per l'espartà Cal·licràtides en aigües de Mitilene i va quedar bloquejat al seu port, i es produí la batalla de les illes Arginuses, que va derrotar els espartans i el va alliberar.
La ciutat, com les altres de Lesbos, es va aliar amb Alexandre el Gran de Macedònia, però Memnó de Rodes, el cap de la flota persa, va reconquerir l'illa i va morir tot just després de derrotar Mitilene. Hegèsiloc la va recuperar per als macedonis. Dos destacats ciutadans de Mitilene, Laòmedon i Erígios, fills de Larikhos, van formar part dels consellers d'Alexandre (Erigios va morir en combat a Bactriana i Laòdemon fou governador de Síria, fins i tot ja mort Alexandre). En aquest temps, la ciutat era regida per comuners (δᾶμος) i un consell (βόλλα) esmentat a les monedes.
Al segle i, va abraçar el partit de Mitridates VI Eupator del Pont. M. Thermus va conquerir l'illa (es va distingir Juli Cèsar) i va saquejar Mitilene. Però l'amistat de Pompeu amb Teòfanes, el notable local, va portar a l'establiment de Mitilene com a ciutat lliure. Després de la derrota de Farsàlia, Pompeu es va aturar a l'illa per recollir Cornèlia. Sext Pompeu, el seu fill, després de la seva derrota el 36 aC a Miles, va ser ben rebut a Mitilene. En aquest temps, els magistrats de Mitilene es titulaven pretors (στρατηγός), segons les monedes.
Agripa hi va residir un temps en un voluntari exili. Germànic va passar per l'illa amb la seva dona Agripina, venint d'Eubea, i allí va néixer Júlia. Vespasià va suprimir el privilegi de ciutat lliure, però Hadrià li va restaurar.
Sota l'Imperi Romà d'Orient, fou part de la província de les Illes i, més tard, del tema de la mar Egea.
La ciutat va esdevenir molt important a l'edat mitjana, fins al punt que en va eclipsar les altres i va donar nom a tota l'illa. En català, la ciutat i l'illa foren conegudes com a Metellí.

## Camps de refugiats
La ciutat de Mitilene s'ha convertit en un punt d'entrada principal per als refugiats i migrants que volen passar per Grècia per reassentar-se en altres llocs d'Europa. El 2015, més de mig milió de persones van arribar a Lesbos. El nombre d'individus que arriben per Lesbos ha disminuït des de la signatura de l'acord UE-Turquia, que restringia el nombre de refugiats que podrien reassentar-se legalment a Europa. Fins al juliol de 2017, de setanta a vuitanta refugiats encara arribaven diàriament a Grècia malgrat l'acord i “molts d'ells a Lesbos”, segons Daniel Esdras, cap de l'Organització Internacional per a les Migracions (OIM).
- El centre de recepció i identificació de Mória (en grec: Κέντρο Υποδοχής και Ταυτοποίησης Μόριας), més conegut com a Camp de Refugiats de Mória, o simplement "Mória", és el camp de refugiats més gran d'Europa.[6] Es troba fora del poble de Mória (en grec: Μόρια Mória). Tancat per filferro de pues i una tanca d'enllaços de cadena, el campament militar serveix de campament de la Unió Europea.
- El camp de refugiats de Kara Tepe és un campament transformat en un espai habitable per a uns 700 refugiats classificats com a vulnerables.[7]
- El campament Pipka o Lesbos Solidarity, que abans era un campament de vacances per a nens, té com a objectiu donar suport als refugiats més vulnerables que passen per Mitilene: famílies amb nens, discapacitats, dones embarassades i ferits. El camp se centra en l'ajuda humanitària i en la prestació de les diverses necessitats dels refugiats, inclosos menjar, ajuda mèdica, roba i suport psicològic.

## Agermanaments
- Pafos, Xipre.